# Усатенко Галина Дмитрівна
Галина Дмитрівна Усатенко (нар. 4 лютого 1941, село Коларівка, тепер село Болгарка Приморського району Запорізької області) — українська радянська діячка, новатор виробництва, крутильниця Бердянського заводу скловолокна Запорізької області. Герой Соціалістичної Праці (6.04.1981). Член Ревізійної комісії КПУ в 1981—1990 р.

## Біографія
Народилася в селянській родині.
У 1959—1993 роках — крутильниця Бердянського державного заводу скловолокна Запорізької області.
Член КПРС. Першою на Бердянському заводі скловолокна взяла на обслуговування 250 машин, коли нормою було передбачено 68. Виконала завдання восьмої п'ятирічки за 1 рік і 8 місяців, а дев'ятої п'ятирічки — за 3 роки. За дострокове виконання завдань дев'ятої п'ятирічки одержала звання Героя Соціалістичної Праці.
Потім — на пенсії у місті Бердянську Запорізької області. Член президії міської ради ветеранів.

## Нагороди
- Герой Соціалістичної Праці (6.04.1981)
- орден Леніна (6.04.1981)
- орден Трудового Червоного Прапора
- медалі
- лауреат Державної премії Української РСР за видатні досягнення в праці (1977)
- почесний громадянин міста Бердянська (2007)